# Saison 5 du Saint
Chronologie
Saison 4 du Saint Saison 6 du Saint
Cet article présente le guide des épisodes de la cinquième saison de la série télévisée Le Saint.

## Épisode 1:Les Bijoux de la Reine
- Titre original : The Queen's Ransom
- Numéro(s) : 72 (5.1)
- Scénariste(s) : Leigh Vance
- Réalisateur(s) : Roy Baker
- Diffusion(s) : 
  -  Royaume-Uni : 30 septembre 1966
- Invité(es) : Dawn Addams (la reine Adana)
- Résumé : À Monte-Carlo, Fallouda, l'ancien roi de Fedyra, est agressé par un inconnu au Casino. Il demande au Saint de le protéger. Il prépare en effet un coup d'état pour reprendre son pays, dont il a été chassé. Il a besoin d'une somme importante pour le financer et demande à Templar d'accompagner son épouse à Zurich pour qu'elle y récupère ses bijoux. Mais des opposants feront tout pour leur voler cette fortune…
- Commentaires: Il s'agit du premier épisode en couleur

## Épisode 2:Intermède à Venise
- Titre original : Interlude in Venice
- Numéro(s) : 73 (5.2)
- Scénariste(s) : Paddy Manning O'Brine
- Réalisateur(s) : Leslie Norman
- Diffusion(s) : 
  -  Royaume-Uni : 7 octobre 1966
- Invité(es) : Lois Maxwell, William Sylvester , Paul Stassino (le prince Ubaldo)
- Résumé : Simon se porte au secours d'une jeune femme qui est agressée par un inconnu. Celle-ci s'appelle Cathy Allardyce et est la fille d'un ancien juge devenu un homme politique très riche. La jeune femme fait les quatre cents coups et est en conflit avec la seconde épouse de son père. Peu après, elle est séduite par le Prince Ubaldo, aristocrate vénitien ruiné qui trempe avec un malfrat nommé Frank Fortunati. Mais un soir, la jeune femme, en compagnie du prince, est droguée et manque de se faire accuser du meurtre d'Ubaldo qui est retrouvé abattu. Templar intervient pour dissimuler les preuves. Ensuite, Cathy et sa belle-mère sont capturées par Fortunati, qui veut se venger d'Allardyce, responsable de la mort du frère de Fortunati. Templar se rend chez celui-ci et délivre Cathy. Il se débarrasse des sbires de Fortunati lorsque la belle-mère le menace d'une arme : elle faisait partie du complot et avait épousé Allardyce dans ce but. La police intervient alors : Fortunati est abattu et la traitresse succombe d'une balle perdue.

## Épisode 3:Conférence à Genève
- Titre original : The Russian Prisoner
- Numéro(s) : 74 (5.3)
- Scénariste(s) : Harry W. Junkin
- Réalisateur(s) : John Moxey
- Diffusion(s) : 
  -  Royaume-Uni : 14 octobre 1966
- Invité(es) :
- Résumé :

## Épisode 4:La Révolution
- Titre original : The Reluctant Revolution
- Numéro(s) : 75 (5.4)
- Scénariste(s) : John Stanton
- Réalisateur(s) : Leslie Norman
- Diffusion(s) : 
  -  Royaume-Uni : 21 octobre 1966
- Invité(es) :
- Résumé :

## Épisode 5:Le Trésor du pirate
- Titre original : The Helpful Pirate
- Numéro(s) : 76 (5.5)
- Scénariste(s) : Roy Russel
- Réalisateur(s) : Roy Baker
- Diffusion(s) : 
  -  Royaume-Uni : 28 octobre 1966
- Invité(es) : Jack Gwillim , Ray Austin (Erich Brauer)
- Résumé : Alors que le professeur Roeding, qui est un spécialiste dans le domaine des lasers, a disparu à Hambourg, le major Carter demande au Saint de le rechercher. Sur place, le Saint mène son enquête et reconstitue la dernière soirée du professeur. Roeding a été enlevé par des escrocs qui veulent le vendre aux plus offrants, en l'occurrence les Soviétiques. Entretemps, la fille du professeur arrive à Hambourg, mais elle va se faire enlever. Le Saint retrouve la jeune femme qui a mis en confiance le professeur. Devant la gravité des faits, celle-ci lui indique le lieu de détention du professeur et de sa fille. Templar intervient au moment où les deux personnes vont être échangées.

## Épisode 6:Un drôle de monstre
- Titre original : The Convenient Monster
- Numéro(s) : 77 (5.6)
- Scénariste(s) : Michael Cramoy
- Réalisateur(s) : Leslie Norman
- Diffusion(s) : 
  -  Royaume-Uni : 4 novembre 1966
- Invité(es) :
- Résumé : Le Saint se rend sur les bords du Loch Ness : on vient de découvrir un chien mort sur la berge, avec des traces de dinosaure à ses côtés. Templar est très incrédule face à cet événement, contrairement à Eléonore Bastion, naturaliste, qui croit à l'existence du monstre. Délaissée par son mari Noël, qui est en train de rédiger une biographie du duc de Wellington, elle décide de traquer Nessie et d'organiser un guet pour la nuit. Tout le monde dans le village n'apprécie pas cette démarche. Un vagabond, qui devait faire des révélations à Templar, est retrouvé lui aussi mort sur la berge, avec à ses côtés une gigantesque trace de patte. Mais le Saint découvre dans une cave secrète la supercherie. Pendant la nuit de surveillance, après avoir été relevée par Noël, Eléonore se jette sur son mari armée d'une massue pour faire croire qu'il a été tué par le monstre. Templar intervient mais Eléonore repart sur son canot pneumatique dans la brume. C'est alors qu'on entend son hurlement. On retrouvera le lendemain son corps déchiqueté. Est-ce le monstre du Loch Ness ?

## Épisode 7:Le Diamant
- Titre original : The Angel's Eye
- Numéro(s) : 78 (5.7)
- Scénariste(s) : Paul Erickson
- Réalisateur(s) : Leslie Norman
- Diffusion(s) : 
  -  Royaume-Uni : 11 novembre 1966
- Invité(es) : T.P. McKenna, Terence Rigby
- Résumé : Lord Cranmore, qui est ruiné, doit se résoudre à vendre l'un des plus beaux diamants au monde : l'Œil du ciel. L'aristocrate envoie Tom Upwater, son homme de confiance, à Amsterdam, accompagné du Saint, pour le faire retailler. Alors que deux tentatives pour voler le joyau ont échoué, Upwater se rend chez le diamantaire Jonkheer pour le déposer et doit y retourner le lendemain pour avoir l'avis du spécialiste. Mais le lendemain, il revient à l'hôtel en disant que Jonkheer prétend ne l'avoir jamais vu. Upwater, parti porter plainte, est enlevé, mais Templar a tôt fait de le délivrer. Celui-ci décide, avec l'accord d'Upwater, d'aller cambrioler le diamantaire pour reprendre la pierre. Alors que Templar s'introduit nuitamment chez Jonkheer, il tombe sur Upwater en train de forcer le coffre. Celui-ci avait tout manigancé pour rendre le Saint responsable du vol.

## Épisode 8:La Fête romaine
- Titre original : The Man Who Liked Lions
- Numéro(s) : 79 (5.8)
- Scénariste(s) : Douglas Enefer
- Réalisateur(s) : Jeremy Summers
- Diffusion(s) : 
  -  Royaume-Uni : 18 novembre 1966
- Invité(es) : Peter Wyngarde (Tiberio Magadino) ,  Suzanne Lloyd (Claudia Molinelli) , Ed Bishop (Tony Allard)
- Résumé :

## Épisode 9:Le Meilleur Piège
- Titre original : The Better Mouse Trap
- Numéro(s) : 80 (5.9)
- Scénariste(s) : Leigh Vance
- Réalisateur(s) : Gordon Flemyng
- Diffusion(s) : 
  -  Royaume-Uni : 25 novembre 1966
- Invité(es) : Alexandra Stewart (Natalie Sheridan) , Eddie Byrne (Tench)
- Résumé : Une série de vols de bijoux a lieu sur la Côte d'Azur. On soupçonne le Saint. Celui-ci rencontre une charmante jeune femme, Natalie Sheridan. Une romance débute tandis que d'autres habitués fortunés des hôtels de la Côte se mettent à fréquenter Simon Templar, dont Bertha Noversham. On apprend que les voleurs sont un monte-en-l'air et un perceur de coffre, tous deux dirigés par une femme. En voulant incriminer le Saint, l'un des deux se tue en tombant du balcon. Le Saint est surveillé de plus en plus par la police française. Mais il apprend où se trouve l'autre complice. Il échappe à la surveillance judiciaire et finit par livrer le voleur, pris la main dans le sac dans le même hôtel, et la chef, qui n'était autre que Bertha.

## Épisode 10:La Petite Fille perdue
- Titre original : Little Girl Lost
- Numéro(s) : 81 (5.10)
- Scénariste(s) : Leigh Vance
- Réalisateur(s) : Roy Baker
- Diffusion(s) : 
  -  Royaume-Uni : 2 décembre 1966
- Invité(es) : Noel Purcell (Brendan Cullin)
- Résumé :

## Épisode 11:Ultra secret
- Titre original : Paper Chase
- Numéro(s) : 82 (5.11)
- Scénariste(s) : Michael Cramoy
- Réalisateur(s) : Leslie Norman
- Diffusion(s) : 
  -  Royaume-Uni : 9 décembre 1966
- Invité(es) : Jack Gwillim
- Résumé :

## Épisode 12:Le Fugitif
- Titre original : Locate and Destroy
- Numéro(s) : 83 (5.12)
- Scénariste(s) : John Stanton
- Réalisateur(s) : Leslie Norman
- Diffusion(s) : 
  -  Royaume-Uni : 16 décembre 1966
- Invité(es) : Francesca Annis (Maria), Simon Lack (Salter) , Wolfe Morris (Dr. Lopez)
- Résumé : A Lima, au Pérou, un propriétaire de mines, Coleman, est agressé chez un antiquaire. Le Saint intervient en croyant à un hold-up… Mais Simon Templar est intrigué par le tableau que Coleman a fait réencadrer. Il viendrait du musée de Cracovie, pillé par les Nazis. Le Saint recueille plus tard un homme employé par Coleman, qui a été torturé et qui, avant de mourir, le met sur la piste des hommes qui ont tenté de kidnapper Coleman. Il s'agit d'agents israéliens qui révèlent que celui-ci est un ancien nazi et qu'ils veulent l'enlever pour le juger.

## Épisode 13:Plan de vol
- Titre original : Flight Plan
- Numéro(s) : 84 (5.13)
- Scénariste(s) : Alfred Shaughnessy et Anthony Squire
- Réalisateur(s) : Roy Baker
- Diffusion(s) : 
  -  Royaume-Uni : 23 décembre 1966
- Invité(es) : Imogen Hassall (Nadya) , Ferdy Mayne (Landek) , Tommy Duggan (Kovicek) , Marne Maitland (Hassan)
- Résumé : Diana, qui arrive à Londres[1] pour séjourner chez son frère, pilote de chasse, est agressée dès sa sortie du train sous les yeux de Templar. Celui-ci la conduit chez son frère Mike, qui est absent. Il s'est mis dans une situation difficile : exclu de l'armée, il a accepté de voler un nouvel avion à décollage vertical pour le livrer de l'autre côté du rideau de fer. Entretemps, Diana est enlevée pour servir de garantie, mais le Saint aura tôt fait de la délivrer. Il arrive malheureusement trop tard pour empêcher le départ de l'avion, mais se fait parachuter sur la zone de ravitaillement et met hors d'état de nuire les complices de ce vol. Il parvient à convaincre Mike de retourner en Grande-Bretagne avec l'avion. Comme Mike a été blessé lors de son sauvetage, Simon l'aide à piloter l'avion, qui revient au bout de quelques heures à sa base.

1. ↑  Le début de cet épisode n'est pas sans rappeler celui du Thé Miracle

## Épisode 14:La Route de l'évasion
- Titre original : Escape Route
- Numéro(s) : 85 (5.14)
- Scénariste(s) : Michael Winder
- Réalisateur(s) : Roger Moore
- Diffusion(s) : 
  -  Royaume-Uni : 30 décembre 1966
- Invité(es) : Donald Sutherland (John Wood), Wanda Ventham (Penny)
- Résumé : L'inspecteur Teal arrête le Saint en plein cambriolage. Celui-ci est condamné à dix ans de prison.

Il ne s'agissait que d'une mise en scène pour infiltrer le Saint dans le pénitencier : il doit découvrir la filière d'évasion et les meurtriers d'un des échappés, qui était en fait innocent. Au bout d'un moment, il est contacté puisqu'on sait qu'il a caché une grosse somme. Après l'évasion en hélicoptère, il est gardé par ceux qui l'ont fait évader jusqu'à paiement, avant de prendre le large. La police devait alors suivre la personne chargée de remettre la somme, mais cette dernière est enlevée et se retrouve en bateau avec Simon, vers la France. Templar comprend que les évadés étaient en fait abattus en pleine mer. Après une bagarre, le Saint se débarrasse des membres de la filière.

## Épisode 15:Tentative de meurtre
- Titre original : The Persistent Patriots
- Numéro(s) : 86 (5.15)
- Scénariste(s) : Michael Pertwee
- Réalisateur(s) : Roy Baker
- Diffusion(s) : 
  -  Royaume-Uni : 6 janvier 1967
- Invité(es) : Edward Woodward
- Résumé : Jack Liskard, le premier ministre, fort contesté, est victime d'un chantage concernant une relation ancienne qu'il a eue avec Mary, un modèle. Il charge le Saint de prendre contact avec la jeune femme, mais elle déclare qu'on lui a volé les lettres en question. Lors d'un contact avec les maîtres-chanteurs, Simon est enlevé et comprend l'implication de Mary. Mais les motivations de celle-ci et de ses complices sont différentes : les siennes sont purement politiques, mais les autres sont prêts à tuer pour arriver à leurs fins. Simon parvient à s'enfuir, mais quand il arrive chez Liskard, c'est pour entendre un coup de feu : il s'est apparemment suicidé. Simon pense à un coup monté et soupçonne un temps l'épouse de Liskard, Anne, qui avait reçu les lettres d'amour entre Mary et son mari. Mais c'est en fait un associé qui avait monté ce faux chantage et ce faux suicide, pour prendre sa succession.

## Épisode 16:Les Championnes
- Titre original : The Fast Women
- Numéro(s) : 87 (5.16)
- Scénariste(s) : Leigh Vance
- Réalisateur(s) : Leslie Norman
- Diffusion(s) : 
  -  Royaume-Uni : 13 janvier 1967
- Invité(es) : Kate O'Mara (Teresa Montesino), John Hollis (Maximillian Tordoff)
- Résumé : Cynthia Quillen, une pilote de course, manque de se faire assassiner. Le Saint soupçonne Teresa Montesino, sa rivale sur la piste et dans le cœur de Godfrey Quillen, son mari. Mais Templar retrouve le tireur d'élite chargé d'assassiner Cynthia, et celui-ci est abattu au moment où il allait révéler son commanditaire. Lors de la course, on simule un accident mortel de Cynthia, afin que son mari Godfrey se trahisse et avoue la tentative de meurtre.

## Épisode 17:Le Jeu de la mort
- Titre original : The Death Game
- Numéro(s) : 88 (5.17)
- Scénariste(s) : Harry W. Junkin
- Réalisateur(s) : Leslie Norman
- Diffusion(s) : 
  -  Royaume-Uni : 20 janvier 1967
- Invité(es) :
- Résumé :

## Épisode 18:Les Amateurs d'art
- Titre original : The Art Collectors
- Numéro(s) : 89 (5.18)
- Scénariste(s) : Michael Pertwee
- Réalisateur(s) : Roy Baker
- Diffusion(s) : 
  -  Royaume-Uni : 27 janvier 1967
- Invité(es) : Peter Bowles (Serge) , Geoffrey Bayldon (Marcel Legrand)
- Résumé : Une certaine Natasha Ivanova manque d'être enlevée à Paris. Le Saint, en bon samaritain, la sauve et la protège. Il est vrai que la jeune femme cherche à vendre trois tableaux inconnus de Léonard de Vinci, transaction qui aiguise l'appétit de deux bandes rivales, l'une allemande, l'autre russe. Les tableaux en question proviennent d'une collection russe pillée par les Nazis. Natasha n'est en fait pas russe, mais la fille de l'officier nazi qui a volé les tableaux. Un expert, Marcel Legrand, doit authentifier les tableaux, mais il est enlevé et substitué par un homme des Allemands. Un faux achat des tableaux a lieu mais le Saint cache ceux-ci. Puis les Russes capturent Templar et apprennent que les tableaux n'ont pas quitté le domicile de Natasha. Eux-mêmes se font berner par le Saint. Puis Legrand doit finalement expertiser les tableaux, qu'il déclare vrais. Les deux bandes se présentent successivement pour récupérer les œuvres, mais Templar et Natasha parviennent à les garder. Finalement, les tableaux sont vendus aux Russes, et Templar et Natasha se partagent la somme.

## Épisode 19:Annette
- Titre original : To Kill a Saint
- Numéro(s) : 90 (5.19)
- Scénariste(s) : Michael Winder
- Réalisateur(s) : Robert Asher
- Diffusion(s) : 
  -  Royaume-Uni : 24 février 1967
- Invité(es) : Annette Andre (Annette) , Francis Matthews (Andre)
- Résumé : A Paris, sur les quais, le Saint essuie des coups de feu. Ils ont été tirés de la voiture d'un certain Paul Verrier, tenancier de cabaret et malfrat notoire, mais qui a toujours échappé à la police. Un certain Fellows tente d'acheter son cabaret. Entretemps, le coffre de Verrier explose chez lui, tuant le majordome. Paul Verrier veut alors se protéger et engage des tueurs pour supprimer Templar. À la suite d'un quiproquo, Templar se fait passer auprès de Verrier comme le meurtrier et auprès du tueur pour Verrier. Le Saint est ensuite contacté par Fellows qui veut que Verrier reste en vie le temps de la transaction. Templar simule son propre assassinat et quand il revient chez Verrier toucher sa prime, il est reconnu par André, le fidèle assistant de Verrier. Les trois personnages se dirigent dans un chantier pour se débarrasser du Saint. Mais c'est André qui met en joue Verrier : il veut reprendre son affaire en faisant croire qu'il a été tué par Templar. Le Saint parvient à s'échapper et les deux anciens associés s'entre-tuent, alors que la police arrive.

## Épisode 20:Les Faux-monnayeurs
- Titre original : The Counterfeit Countess
- Numéro(s) : 91 (5.20)
- Scénariste(s) : Philip Broadley
- Réalisateur(s) : Leslie Norman
- Diffusion(s) : 
  -  Royaume-Uni : 3 mars 1967
- Invité(es) : Kate O'Mara , Alexandra Bastedo
- Résumé : Le Saint est témoin d'un crash d'avion. Il veut aller aider le pilote mais celui-ci lui tire dessus, avant d'incendier l'avion. Simon y trouve toutefois de la fausse monnaie. Comme il en fait une affaire personnelle, Templar rend visite à l'adresse du locataire de l'appareil, mais le retrouve mort. Toutefois, l'organisation de faux-monnayeurs veut se débarrasser du Saint. Son enquête le mène à Paris, dans un cabaret, qui sert à l'écoulement des faux billets. Templar y démantèle le groupe, puis apprend que la tête de l'organisation se trouve à Chamonix. C'est dans un château que Simon rencontre la Comtesse, qui dirige tout. Celle-ci tente de faire tuer Simon dans une voiture dont les freins ont été sabotés, mais il parvient à en réchapper, pour venir l'arrêter et la ramener en Grande-Bretagne.

## Épisode 21:Dalila a disparu
- Titre original : Simon and Delilah
- Numéro(s) : 92 (5.21)
- Scénariste(s) : C. Scott Forbes
- Réalisateur(s) : Roy Baker
- Diffusion(s) : 
  -  Royaume-Uni : 24 mars 1967
- Invité(es) :  Lois Maxwell (Beth Parish) , Suzanne Lloyd (Serena Harris)
- Résumé : Lors d'un tournage d'une version de Samson et Dalila à Cinecittà, Les deux acteurs principaux sont enlevés contre rançon. Simon intervient pour prendre contact avec les ravisseurs. Il exige de pouvoir vérifier que les deux acteurs sont bien vivants et enregistre son parcours à l'aide d'un magnétophone dissimulé. Il sait donc où se trouve la planque. Il constate en y retournant que les ravisseurs et les victimes ont disparu. Le metteur en scène ne fait alors plus confiance à Simon Templar, et envoie le mari de l'actrice, Serena Harris, porter l'argent. Mais Simon le suit discrètement et fait arrêter toute la bande. Il comprend ensuite que le chef est le metteur en scène, qui, acculé par les dépassements de budget, pensait réinvestir la rançon et se faire rembourser par l'assurance.

## Épisode 22:Le Trésor mystérieux
- Titre original : Island of Chance
- Numéro(s) : 93 (5.22)
- Scénariste(s) : John Stanton
- Réalisateur(s) : Leslie Norman
- Diffusion(s) : 
  -  Royaume-Uni : 7 avril 1967
- Invité(es) : Sue Lloyd
- Résumé : Un certain Cody invite le Saint dans une île des Antilles Britanniques. Mais il meurt assassiné dans ses bras, en lui parlant d'un trésor. Le même soir, le Saint est encore attaqué, mais parvient à s'échapper. Il décide d'aller voir le Dr Krayford, pour qui Cody travaillait. En route, il rencontre la journaliste Marla Clayton. Ils se rendent dans la propriété de Kraytonr, et y rencontrent Arlene Bland, une mécène du docteur. Celui-ci a mis au point un remède universel, mais a toujours besoin de financement. Templar et Marla subissent toutefois l'hostilité de Verderfelt, attaché aux relations publiques de Krayford. En cherchant dans les affaires de Cody, ils trouvent des photographies qui leur permettent de retrouver un certain Peter, personnage douteux et ancien pilote de ligne et de retrouver le fameux trésor caché dans un souterrain. Il y a de nombreux lingots d'or, qui proviennent d'un chargement aérien, détourné par Vanderfelt et Peter. Le docteur profitait de la fortune mais devait en taire la provenance. Le Saint y découvre le cadavre d'Arlene et emprisonne ses agresseurs. De retour auprès du docteur, Vanderfelt tente de les abattre mais c'est le docteur qui reçoit la balle mortelle.

## Épisode 23:Pièges en tous genres
- Titre original : The Gadget Lovers
- Numéro(s) : 94 (5.23)
- Scénariste(s) : John Kruse
- Réalisateur(s) : Jim O'Connolly
- Diffusion(s) : 
  -  Royaume-Uni : 21 avril 1967
- Invité(es) : Mary Peach (en) (Smolenko) , John Bennett (Muller)
- Résumé : Des agents soviétiques sont victimes de leur propres gadgets, modifiés et piégés par une main inconnue. Pour éviter un regain de tension entre l'Est et l'Ouest, le Saint prend contact avec le colonel Smolenko, une femme chef des services secrets soviétiques, qu'il doit protéger afin de remonter la filière de faux gadgets. Ils décident d'échanger leurs rôles pour rencontrer les agents infiltrés à Paris. La piste les mène en Suisse dans un monastère, qui sert de couverture à la fabrique de faux gadgets, dirigée par des Chinois, qui veulent que les relations entre les deux blocs s'enveniment. Les deux agents parviendront à mettre tout le monde hors d'état de nuire, avant la destruction du couvent.

## Épisode 24:Copies conformes
- Titre original : A Double in Diamonds
- Numéro(s) : 95 (5.24)
- Scénariste(s) : Harry W. Junkin, Donald Ford et Derek Ford
- Réalisateur(s) : John Gilling
- Diffusion(s) : 
  -  Royaume-Uni : 5 mai 1967
- Invité(es) :  Ferdy Mayne (Nicholas) , Tim Barrett (The Steward)
- Résumé : Lord Gillingham se fait voler son précieux collier qu'il avait prêté pour un défilé de mode. Le Saint, qui en avait vu une copie chez un bijoutier spécialisé dans ce genre de travail et assassiné, comprend comment la substitution avait eu lieu. Mais ce que les voleurs ignoraient, c'est que ce collier était lui-même une copie et ils enlèvent la fille de Lord Gillingham en échange du vrai collier. Simon Templar se charge de la transaction, mais il substitue à la copie prise par les ravisseurs le vrai collier. Lors de l'échange, il récupère à la fois la fille et le vrai collier. Il réclame en fin de compte la récompense à l'assureur.

## Épisode 25:Un vieil ami
- Titre original : The Power Artist
- Numéro(s) : 96 (5.25)
- Scénariste(s) : John Kruse
- Réalisateur(s) : Leslie Norman
- Diffusion(s) : 
  -  Royaume-Uni : 19 mai 1967
- Invité(es) : Tommy Godfrey (le chauffeur de taxi), Peter Bourne (Perry Loudon), Pauline Munro ( Cassie Lane)
- Résumé : Cet épisode s'ouvre sur Simon Templar, déposé par un chauffeur de taxi dans Painter Street, à Chelsea, qui lui dit qu'il peut trouver une aventure au dernier étage du numéro 54, où il doit demander Perry Loudon. Très vite, il y a un décès et une voisine du dessous, Cassie Lane, se montre très serviable. Un ancien méchant a planifié la chute du Saint depuis un certain temps.

## Épisode 26:Qui est le traître?
- Titre original : When Spring is Sprung
- Numéro(s) : 97 (5.26)
- Scénariste(s) : Michael Pertwee
- Réalisateur(s) : Jim O'Connolly
- Diffusion(s) : 
  -  Royaume-Uni : 2 juin 1967
- Invité(es) : Allan Cuthbertson
- Résumé : Le Saint est contacté par les soi-disant services secrets britanniques pour faire évader de prison un agent prétendument double, John Spring, dont le procès est en cours. Mais c'est l'inspecteur Teal qui est chargé de surveiller Spring. Templar le met donc au courant d'une partie de l'affaire et, sachant qu'il est surveillé par la police, mène un double jeu. Il parvient à faire évader Spring pour le compte des Soviétiques tout en se forgeant un alibi. Spring doit être exfiltré dans un cercueil et Templar va alors doubler les Russes en volant le cercueil et en le livrant à Scotland Yard.